# 方块侗字
与壮语的方块壮字类似，古侗族人也爲侗语发明了方块侗字。此文字没有方块壮字流行，也少有正式出版物，但民间的手抄本还是有一些的。方块侗字的使用范围较窄，很多侗族聚居区的居民没有自己的文字。

## 古代侗字
侗族过去并无系统的文字符号，为了记录侗歌、侗款，在借用汉字记音、记义的同时，又将汉字加以改造，以适应记录侗语的需要，而形成许多新的‘字’，称为古侗字。
这些古侗字成型时间和发明者已无可稽考。
清乾隆《宝庆府志》记载着一篇政府公文：
```
   楚粤苗瑶多能汉语，粗识字，宜编立保甲’,……所藏军器悉交官，不许私行打造，其从前捏造篆字，即行销毁，永禁学习，如有故违，不行首报，牌内一家有犯，连坐九家，治寨长失察之罪⋯⋯．”
```

可知其至少源于前乾隆前，字体以似篆而非真正的篆字为特点。
1981年，在通道侗族自治县境内发现一写于乾隆五年(1740)的手抄本《古本誊录》。该书用字90％为汉字，均为楷体而非篆体，用这些汉字或取其音，或取其义。另有10％的字即为古侗字，这些字的结构规律是：借用汉字的某些部件而重新加以组合，并整理出123个古侗字。

## 现代方块侗字
网络上有制作新方块侗字并使之系统化的呼吁。

## 另请参见
- 喃字
- 方块壮字
- 方块白文